# Boplads
En boplads betegner inden for arkæologi og etnografi et opholdssted af kortere eller længere varighed for en person eller gruppe af personer. Da der er tale om et opholdssted af tidsbegrænset varighed anvendes betegnelsen fortrinsvis i tilknytning til jæger-, fisker- og samlerkulturer, hvorimod landbrugskulturers opholdssteder som regel betegnes landsby.

## Jægerstenalderbopladser
Tundrajægernes bopladser lå på steder velegnede for jagt, som regel i randen af en tunneldal eller lignende, som rensdyrene anvendte under deres vandringer og med gode udsigtsmuligheder og muligheder for at komme på skudhold af dyrene.
Skovjægerne lagde derimod deres bopladser på beskyttede steder som sandede næs ud mod søer (således Bromme). Disse var sæsonbopladser beregnet for årstidens jagt og fiskeri, hvorefter man søgte andre steder hen. Nogle var værkstedsbopladser; her skete tilvirkningen af våben og redskaber. Andre var opholdsbopladser velbeliggende for jagtekspeditioner. Mange var indlandsbopladser beliggende ved søer eller større vandløb. Fra en del skovjægerbopladser kendes fund af rektangulære hytter, 6-7 m lange og 4-5 m brede. Indgangen lå i gavlen ud mod søen. Inde i hytterne var et bålsted omkring 1 m i tværmål. Hytterne blev bygget af birk, fyr og hassel.
Kystjægerne lagde deres sæsonbopladser ved kysterne på steder, der gav lige mulighed for havjagt, indsamling af østers og blåmuslinger samt fiskeri på den ene side, skovjagt og indsamling af bær og nødder på den anden. Karakteristiske er de store skaldynger, køkkenmøddinger, som disse bopladser efterlod.
Også de tidlige bondebebyggelser havde midlertidighedens præg: landsbyerne blev anlagt som rydninger i skovene, jorden blev opdyrket i nogle få år ved svedjebrug og efter udpining atter opgivet.

## Ekstern henvisning
- http://www.skoletjenesten.dk/sider/Pdf/Lejre_forsoegscenter/boplads.pdf Arkiveret 16. november 2008 hos  Wayback Machine
- http://www.fortidsmindeguide.dk/Nederst-boplads.js002.0.html Arkiveret 4. november 2013 hos  Wayback Machine